# 퍼스 렉탱귤러 스타디움

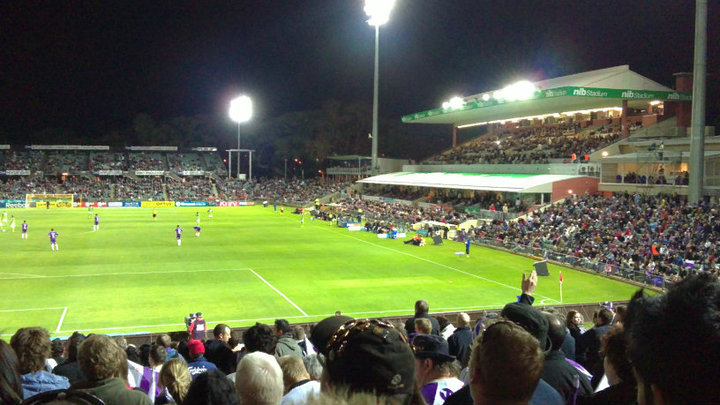

퍼스 렉탱귤러 스타디움(Perth Rectangular Stadium)은 오스트레일리아 퍼스에 위치한 경기장이다. 축구 경기가 열린다.
A리그 퍼스 글로리의 홈구장이다.